# ماثيو لونغ (مجدف)
ماثيو لونغ (بالإنجليزية: Matthew Long)‏ هو مجدف أسترالي، ولد في 27 يونيو 1975 في سيدني في أستراليا.

## وصلات خارجية
- ماثيو لونغ على موقع الاتحاد الدولي للتجديف (الإنجليزية)
- ماثيو لونغ على موقع اللجنة الأولمبية الدولية (الإنجليزية)
- ماثيو لونغ على موقع أوليمبيديا (الإنجليزية)
- ماثيو لونغ على موقع اللجنة الأولمبية الأسترالية (الإنجليزية)